# Masten Gregory
Masten Gregory (Kansas City, Misuri, 29 de febrero de 1932-Monte Argentario, Grosseto, 8 de noviembre de 1985), también conocido como Kansas City Flash, fue un piloto de Fórmula 1 de los Estados Unidos. Participó en 42 Grandes Premios, debutando el 19 de mayo de 1957. Consiguió tres podios y un total de 24 puntos del campeonato. Fue campeón de las 24 horas de Le Mans en 1965 con Ferrari, con el austriaco Jochen Rindt.
Masten Gregory nació en Kansas City, siendo el más joven de tres hermanos y heredero de una fortuna de la compañía de seguros tras la muerte de su padre a sus tres años de edad. Al recibir la herencia a los 18 años, decidió invertir en su carrera como piloto.
Obtuvo buenos resultados en Estados Unidos con su Jaguar C-Type y fue invitado a los 1000 kilómetros de Buenos Aires en 1954. Ese año también fue a competir en Europa y en 1955 debutó en las 24 de Le Mans, aunque no pudo terminar la carrera por problemas en el motor. Seguiría compitiendo en la categoría y su victoria llegaría en 1965.
Sus éxitos en carreras de resistencia le llevaron a la Fórmula 1 en 1957 como piloto reserva de la Scuderia Ferrari en el Gran Premio de Argentina, una carrera no puntuable donde el piloto local Fangio lograría la victoria. Tuvo la oportunidad de seguir con la escudería italiana como cuarto piloto pero rechazó la oferta.
Siguió en la Fórmula 1 con otras escuderías, y en su debut en el Gran Premio de Mónaco obtuvo un podio, convirtiéndose en el primer estadounidense en lograrlo, y ese año terminó sexto en el campeonato. En 1959 consiguió quedar tercero en el Gran Premio de los Países Bajos y segundo en el Gran Premio de Portugal, aunque no terminó la temporada por culpa de las lesiones. Después de esa temporada su mejor resultado fue un sexto puesto, y en 1965 dejó el campeonato. 
Si triunfaría en las carreras de sport prototipos, y su mayor éxito fue el triunfo en las 24 de Le Mans.

## Resultados

### Fórmula 1
(Clave) (negrita indica pole position) (cursiva indica vuelta rápida)

| Año         | Escudería                | 1       | 2       | 3       | 4       | 5       | 6       | 7       | 8       | 9       | 10     | 11    | Pos. | Puntos |
| ----------- | ------------------------ | ------- | ------- | ------- | ------- | ------- | ------- | ------- | ------- | ------- | ------ | ----- | ---- | ------ |
| 1957        | Scuderia Centro Sud      | ARG     | MON 3   | 500     | FRA     | GBR     | GER 8   | PES 4   | ITA 4   |         |        |       | 6.º  | 10     |
| 1958        | Scuderia Centro Sud      | ARG DNP | MON     |         |         | BEL Ret | FRA     |         |         |         |        |       | NC   | 0      |
| 1958        | H.H. Gould               |         |         | NED Ret | 500     |         |         |         |         |         |        |       | NC   | 0      |
| 1958        | Owen Racing Organisation |         |         |         |         |         |         | GBR DNP | GER     | POR     |        |       | NC   | 0      |
| 1958        | Scuderia Centro Sud      |         |         |         |         |         |         |         |         |         | ITA 4‡ |       | NC   | 0      |
| 1958        | Temple Buell             |         |         |         |         |         |         |         |         |         |        | MAR 6 | NC   | 0      |
| 1959        | Cooper Car Company       | MON Ret | 500     | NED 3   | FRA Ret | GBR 7   | GER Ret | POR 2   | ITA     | USA     |        |       | 8.º  | 10     |
| 1960        | Camoradi International   | ARG 12  |         |         |         |         |         |         |         |         |        |       | NC   | 0      |
| 1960        | Scuderia Centro Sud      |         | MON DNQ | 500     | NED DNS | BEL     | FRA 9   | GBR 14  | POR Ret | ITA     | USA    |       | NC   | 0      |
| 1961        | Camoradi International   | MON DNQ | NED DNS | BEL 10  | FRA 12  | GBR 11  | GER DNP |         |         |         |        |       | NC   | 0      |
| 1961        | UDT Laystall Racing Team |         |         |         |         |         |         | ITA Ret | USA Ret |         |        |       | NC   | 0      |
| 1962        | UDT Laystall Racing Team | NED Ret | MON DNQ | BEL Ret | FRA Ret | GBR 7   | GER     | ITA 12  | USA 6   | RSA     |        |       | 18.º | 1      |
| 1963        | Tim Parnell              | MON     | BEL     | NED     | FRA Ret |         |         | ITA Ret |         |         |        |       | NC   | 0      |
| 1963        | Reg Parnell Racing       |         |         |         |         | GBR 11  | GER DNP |         | USA Ret | MEX Ret | RSA    |       | NC   | 0      |
| 1965        | Scuderia Centro Sud      | MON     | NED     | BEL Ret | FRA     | GBR 12  | NED     | GER 8   | ITA Ret | USA     | MEX    |       | NC   | 0      |
| Referencia: |                          |         |         |         |         |         |         |         |         |         |        |       |      |        |